# Paweł Napieralski
Paweł Napieralski (zm. 16 kwietnia 2021) – polski działacz harcerski, harcmistrz.
Był członkiem Związku Harcerstwa Polskiego od 1968, a instruktorem ZHP od 1971. Służbę instruktorską pełnił w Hufcu ZHP Poznań Wilda, a od 2015 w Hufcu ZHP Poznań Grunwald. Był przewodniczącym Wielkopolskiej Rady Kręgów Starszyzny Harcerskiej i Seniorów, przewodniczącym Kapituły Skulskiej Wspólnoty Kręgów Seniorów, przewodniczącym Komisji Historycznej Chorągwi Wielkopolskiej ZHP, członkiem Kręgu Seniorów „Dziewiątacy” (Hufiec ZHP Poznań Wilda). Wspierał organizację Dni Lwowa w Poznaniu oraz Akcji Charytatywnej „Serce dla Lwowa”.
Zmarł w wyniku zarażenia się koronawirusem SARS-CoV-2. Pogrzeb odbył się 28 kwietnia 2021 na cmentarzu junikowskim.